# كريستوفر ألماند
كريستوفر ألماند Christopher Allmand (ولد عام 1936) هو مؤرخ إنجليزي مختص بالعصور الوسطى. وخاصة أواخرها في كل من إنجلترا وفرنسا وكذلك حرب المائة عام بينهما. كان أستاذا لتاريخ العصور الوسطى في جامعة ليفربول حتى تقاعده عام 1998، وهو الآن زميل فخري في الجامعة.
من أبرز كتاباته سيرة الملك هنري الخامس ملك إنجلترا.